# Florian Maier (Politiker)
Florian Maier (* 1985 in Neustadt an der Weinstraße) ist ein deutscher Lehrer, Politiker (SPD) und Abgeordneter im Landtag Rheinland-Pfalz.

## Werdegang
Meier besuchte von 1992 bis 1996 die Grundschule Maximiliansau. Von 1996 bis 2005 war er Schüler an der Integrierten Gesamtschule Kandel und machte dort 2005 sein Abitur. Ab 2005 studierte Meier an der Johannes Gutenberg-Universität Mainz das Lehramt an berufsbildenden Schulen und schloss 2011 mit der ersten Staatsprüfung ab. Von 2011 bis 2013 war er Lehramtsreferendar und von 2013 bis 2021 Lehrer am Pfalzinstitut für Hören und Kommunikation in Frankenthal. Von 2017 bis 2019 studierte er parallel die sonderpädagogischen Fachrichtung Hören an der Pädagogischen Hochschule Heidelberg mit der Ergänzungsprüfung als Abschluss.

## Politik
Maier ist seit 2005 Mitglied der SPD und seit 2010 Vorsitzender der SPD Dammheim. Er hat seit 2014 ein Mandat im Stadtrat von Landau und ist dort Fraktionsvorsitzender. Ortsvorsteher im Stadtteil Dammheim ist er ebenfalls seit 2014. Seit 2017 ist er SPD-Vorsitzender des Stadtverbandes Landau in der Pfalz. Bei der Landtagswahl in Rheinland-Pfalz 2021 erhielt er das Direktmandat im Wahlkreis Landau in der Pfalz.